# EBow

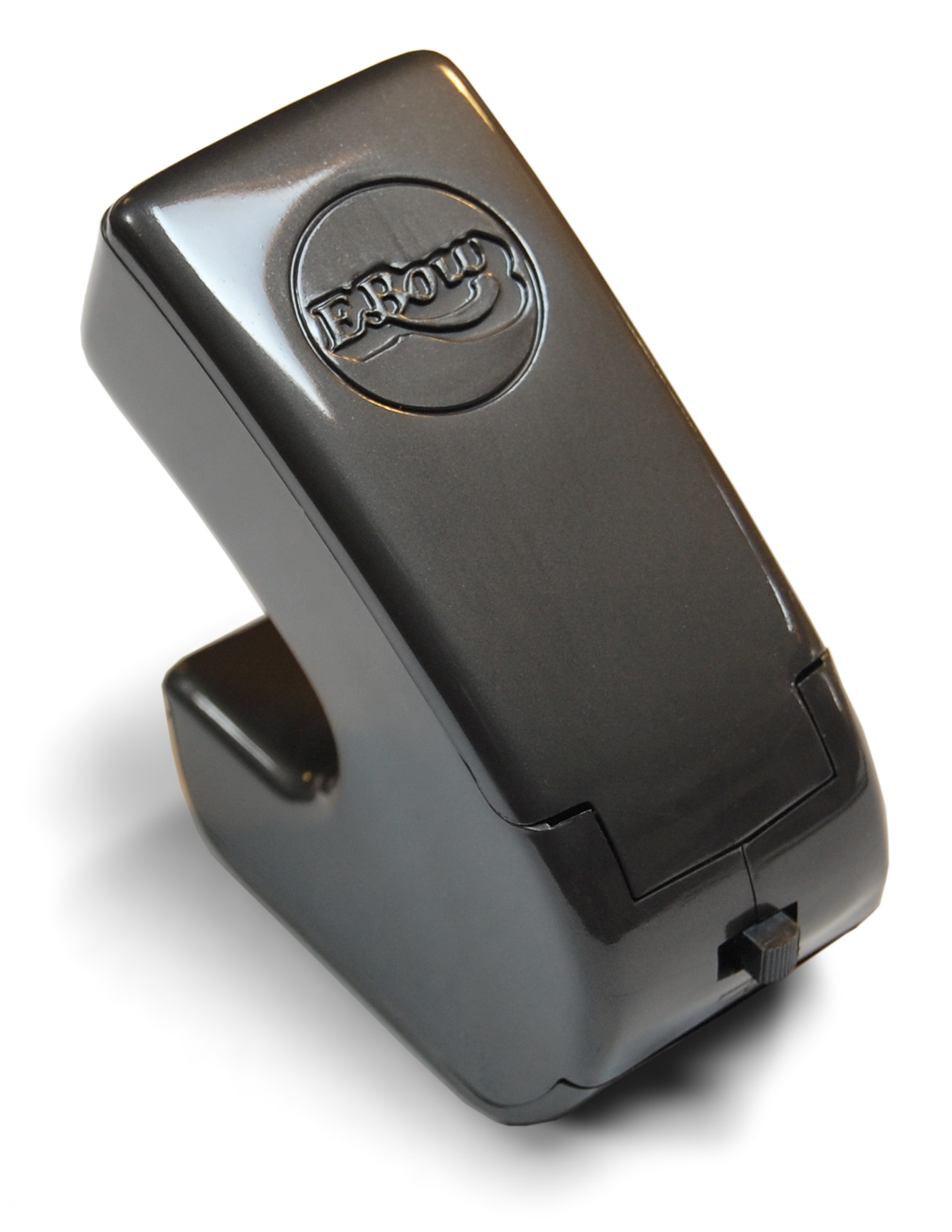
EBow Plus

EBow (e-bow) czyli electronic bow – elektroniczny smyczek.
Urządzenie mające długą historię w muzyce – przede wszystkim rockowej. Jest to mała, plastikowa forma, w której zamknięty został elektromagnes. Przykładany do struny wzbudza jej drgania, dzięki czemu słychać dźwięk o niekończącym się trwaniu (aż do wyczerpania baterii) – jak pociągnięcie smyczka, stąd nazwa.
Wersja PLUS posiada dwustopniowy przełącznik, umożliwiający wydobywanie alikwotów oraz charakterystyczne niebieskie podświetlenie strun. Używane przede wszystkim w gitarze elektrycznej (nie najlepiej sprawdza się w gitarze basowej lub w gitarach akustycznych/elektroakustycznych).

## Historia EBow w datach
- 1967 rodzi się koncepcja, inspirowana przez Iron Butterfly i Jimiego Hendrixa
- 1969 powstaje pierwszy model
- 1974 powstaje wersja „podręczna”
- 1976 przedstawiony na NAMM w Chicago
- 1983 nowy model wychodzi na światło dzienne
- 1998 EBow Plus zaczyna podbój świata